# Skullgirls
Skullgirls es un videojuego de lucha en 2D desarrollado por Reverge Labs y publicado por Autumn Games. El juego fue lanzado a través de PlayStation Network el 10 de abril de 2012 y Xbox Live Arcade en Norteamérica, Europa y Australia de abril a mayo de 2012, y luego recibió un lanzamiento japonés de CyberFront para PlayStation Network en febrero de 2013. Una versión de Microsoft Windows, desarrollada por Lab Zero Games y co-publicado por Autumn Games y Marvelous Inc., fue lanzado en agosto de 2013. Una versión arcade japonesa, producida por M2 para el servicio NESiCAxLive, fue lanzada en 2015. Un spin-off móvil del juego, desarrollado por Hidden Variable Studios y publicado por Line, se lanzó para dispositivos Android e iOS en mayo de 2017.
En Skullgirls, los jugadores participan en combates entre sí, con equipos de uno, dos o tres personajes que intentan noquear a sus oponentes o tener la mayor cantidad de salud acumulada cuando se acaba el tiempo. El escenario del juego gira en torno al "Skull Heart", un artefacto que concede deseos a las mujeres. Si una anhelante con un alma impura usa el Skull Heart, se transforma en la próxima "Skullgirl", un monstruo empeñado en la destrucción. El juego también recibió críticas generalmente positivas de los críticos, que elogiaron la animación y la mecánica del juego, mientras criticaban su tamaño limitado de lista y las funciones multijugador en línea.
El desarrollo de contenido posterior al lanzamiento se enfrentó a numerosos reveses. En mayo de 2012, el editor Autumn Games fue demandado por acusaciones de fraude con respecto a una propiedad no relacionada, Def Jam Rapstar, que cortó el apoyo financiero de Skullgirls y obligó al desarrollador Reverge Labs a despedir a todo el equipo de desarrollo. El equipo central finalmente se reformaría como Lab Zero Games en noviembre de 2012, lanzando una exitosa campaña de micromecenazgo para recaudar fondos para continuar su trabajo. Después de que Autumn Games rompiera los lazos con el distribuidor Konami Digital Entertainment en diciembre de 2013, este último solicitó formalmente que se eliminara el juego de PlayStation Network y Xbox Live Arcade. El juego fue relanzado más tarde en ambas plataformas en 2014 como Skullgirls Encore. Cuando el juego se transfirió a PlayStation 4, PlayStation Vita y PC en 2015, se le cambió el nombre a Skullgirls 2nd Encore. Skybound Games publicó 2nd Encore para Nintendo Switch en octubre de 2019.
En agosto de 2020, Autumn Games y Hidden Variable Studios rompieron los lazos con Lab Zero Games después de que se presentaran acusaciones de acoso sexual contra el diseñador principal y programador Mike Zaimont. Tras la disolución de Lab Zero Games, varios exmiembros fundaron otro estudio de juegos independiente llamado Future Club, que colaboró con Hidden Variable Studios en el contenido futuro de 2nd Encore.

## Modo de juego
El motor y el estilo de juego de Skullgirls fueron modelados intencionalmente a partir de Marvel vs. Capcom 2: New Age of Heroes, incorporando varias mecánicas de juego similares, como combates basados en equipos, asistencias de personajes, snapbacks e hipercombinaciones retardadas. El juego se puede jugar con diferentes proporciones de personajes (de manera similar a Capcom vs. SNK 2: Mark of the Millennium 2001), y cada jugador puede seleccionar hasta tres luchadores en su equipo. Luego, los equipos se equilibran en función del número de miembros del equipo. Un solo personaje posee más salud e inflige más daño, mientras que los equipos más grandes obtienen la capacidad de realizar asistencias de personajes y recuperar salud cuando son eliminados. Los jugadores también pueden personalizar los ataques de asistencia de sus personajes. La versión móvil de Skullgirls incorpora progresión tipo RPG, personalización y mecánicas de construcción de mazos.

## Personajes
El juego cuenta actualmente con 18 personajes jugables, aunque el día 5 de diciembre de 2021 se anunció de manera oficial la inclusión de Black Dahlia al elenco del juego.
- Filia
- Cerebella
- Peacock
- Parasoul
- Ms. Fortune
- Painwheel
- Valentine
- Double
- Squigly
- Big Band
- Fukua
- Eliza
- Beowulf
- Robo-Fortune
- Annie
- Umbrella
- Black Dahlia
- Marie